# IC 1515
IC 1515 ist eine Balken-Spiralgalaxie mit aktivem Galaxienkern vom Hubble-Typ SBb im Sternbild Fische auf der Ekliptik. Sie ist schätzungsweise 303 Millionen Lichtjahre von der Milchstraße entfernt und hat einen Durchmesser von etwa 105.000 Lichtjahren. Gemeinsam mit IC 1516 bildet sie das isolierte Galaxienpaar KPG 597.
Das Objekt wurde am 12. November 1891 von Lewis Swift  entdeckt.